# Орачев (Ленчицький повіт)
Орачев (пол. Oraczew) — село в Польщі, у гміні Вітоня Ленчицького повіту Лодзинського воєводства.
Населення — 136 осіб (2011).
У 1975-1998 роках село належало до Плоцького воєводства.

## Демографія
Демографічна структура станом на 31 березня 2011 року:
|          | Загалом | Допрацездатний вік | Працездатний вік | Постпрацездатний вік |
| -------- | ------- | ------------------ | ---------------- | -------------------- |
| Чоловіки | 74      | 17                 | 44               | 13                   |
| Жінки    | 62      | 11                 | 34               | 17                   |
| Разом    | 136     | 28                 | 78               | 30                   |